# Etuda št. 4 (Ligeti)
Etuda za klavir št. 4, »Fanfares« (Fanfare) je delo skladatelja Györgyja Ligetija (1985).
Četrta etuda je zelo zanimiva skladba in bi bila lahko na repertoarju vsakega avanturističnega pianista. Začetni takti poslušalca pomirijo kot povsem vsakdanja glasba, zlahka pa bi jih tudi zamenjali za katerega od Bartokovih 6 plesov v bolgarskih ritmih. Vendar je ta etuda lep primer za razlikovanje med plagiatorstvom in originalnostjo. Ligeti je ta rutinski začetek nadgradil s tako invencijo, da lahko priložnostnemu poslušalcu odpustimo, če ni opazil, da je cela skladba  sestavljena iz nespremenjenih ostinatov, ki se ponavljajo takt za taktom, samo z oktavnimi transpozicijami, nič manj kot 208 krat.
Tako kot uporablja sorodne procedure in materiale, je skladateljeva pestrost v združevanju intelektualne virtuoznosti z ekspresivno eleganco dovršena. Vendar pa so melodije presenetljivo evfonične, strukture fraz so v urejenih proporcih, harmonija je pogumno konsonantna. Ali imamo pred seboj postmodernističnega Ligetija? Kje so revolucionarne drznosti skladbe Apparitions, ekstravagantnost Avantur, ikonoklastičnost Poema za 100 metronomov? Ali ta nekoč hudobni volk zdaj neguje nedolžne diatonične trizvoke?
Takim obtožbam bi lahko nasprotovali s tem, da Ligeti skozi vso etudo vztraja v vzorcu kot s karakterno ekscentrično obsesijo. Zanj evfonija ni estetska pozicija ampak naključni vzporedni produkt določenih že prej omenjenih postopkov. V vsakem primeru pa Ligeti uspe uporabiti konsonantno harmonijo in vseeno ostati radikalen z uporabo ritmičnih struktur in tempa, v katerem obrača med seboj nepovezane trizvoke.
S svojim trdovratnim ostinatom so Fanfare tipični moto perpetuo. Nad ali pod svojimi 208 ostinatnimi ponovitvami teče jasna in sonorna tematika podobna fanfaram, večinoma iz duol in triol, občasno pa se osvobodi v plesno figuraliko. Ob vsakem nastopu se motiv melodično in ritmično spreminja in prehaja iz ene v drugo roko. Navadno vsebuje 4 melodične fraze, katerih simetrija spominja na ljudske, celo dunajsko-klasične poteze. Sam ostinato vsebuje dva identična dvigajoča se tetrakorda v razdalji zvečane kvarte. Tritonska os med njima se ujema z ostalo teksturo kot bartokovsko ravnotežje diatoničnih in kromatičnih sestavin, ki je tukaj še posebno naklonjeno diatoniki in konsonanci. Vseh prvih 45 akordov je konsonantnih. Dejansko je celotna skladba zgrajena na vertikalnem skladju, v katerega so razpršeni zmanjšani akrodi in septakordi. Poleg tega je vodilo durovim akordom, da artikulirajo motiv, desna roka, molovi pa, ko igra leva. Le proti koncu začne prevladovati malo bolj disonantna bitonalnost.
Prvi popoln nastop glavnega melodičnega motiva je v desni roki in je sestavljen iz štirih fraz, vsaka iz 4 akordov, vseh durovih. Ti so v bistvu vsi obrati durovih akordov, ki jih lahko postavimo na prvi, četrti in šesti noti ostinata oz. v postopu s svojim 3+2+2 hemiolnim značajem. 
V tem latentnem medsebojnem vplivu urejenosti in invencije so nekatere stvari presenetljivo sistematične. Sledeče inačice ne samo, da menjajo roke ampak tudi izmenjujejo dur in mol:
- DL takti 2-8:   16 akordov iz 9 različnih durovih akordov in njihovih obratov
- LD takti 10-17: 18 akordov iz 13 različnih molovih akordov z obrati
- DL takti 18-26: 20 akordov iz durovih akordov z obrati + septakordov
- LD takti 28-36: 23 akordov iz molovih akordov z obrati + zmanjšanih akordov
- DL takti 37-45: 23 akordov iz durovih akordov z obrati + septakordov

Navkljub izjemnemu poudarku na konsonanci in akordičnim kategorijam, so hitra sosledja nesorodnih akordov zelo mikavna. Tonalna zgradba celotne etude je veliko bolj prefinjena, kot bi to lahko taka sistematična tehnika obetala. V  »Desordru« je kombinatorična tonalnost izhajala iz vertikalnega nanašanja dveh različnih modusov.  Tukaj, v »Fanfarah« pa nastaja kombinatorična tonalnost iz hitrosti horizontalne sekvence, v kateri so zgoščene individualne diatonične komponente, kot če bi jih slišali skupaj. Tej pantonalni zmesi bi lahko dodali še prispevek ostinatnega tritonusa (s svojimi dvemi tetrakordi povezanimi z zvečano kvarto) in izogibanje od kontrapunktičnih linij. Ta vrtinec harmonskih sestavin okrog vrtečega se ostinatnega vretena ustvarja centrifugalne sile, medtem ko se ostali material odriva nad ali pod center, včasih do skrajnih meja, kot se to zgodi na strani 21 v partituri.
Približno štetje nam pove, da je v »Fanfarah« skupaj okoli 600 akordov. Glede na to, da traja etuda približno 3 minute, slišimo skoraj 200 akordov na minuto! Posamezni so v glavnem konsonantni (manj proti koncu). Pri tej hitrosti skladbe nam njeni gradniki ustvarjajo iluzijo, ne samo neke imaginarne tonalnosti ampak tudi eksotičnega temperamenta. Ko je Ligeti delal na Etudah, se je domislil novih, imaginarnih tonalnih sistemov, ki jih je zavestno raziskoval v etudi št. 7 in kasneje v violinskem koncertu. 
Medtem ko pantonalna sinteza označuje harmonijo, je prava gonilna sila te etude spet ritmična. Premikanje akcentov, metrično širjenje in oženje 3+2+3 razdelitev 8/8 takta. Število različic navzkrižno metričnih relacij je veliko. Proti koncu skladbe notiran upočasnjeni akordični fanfarski motiv, postopek, ki je podoben podaljševanju, ki konča »Desordre«.  Čeprav »Fanfare« uporabljajo čisto običajen material, je njihov rezultat originalen. Mislili bi lahko, da je že prej kakšen skladatelj 20. stoletja napisal takšno skladbo. Vendar je ni. Potrebovala je Ligetijevo mentaliteto, s svojim vzhodnoevropskim ljudskim poreklom, njegovo obsesijo po polimetriki in dadaistični užitek po »nepravilni« logiki.